# Hoher Sonnblick
Hoher Sonnblick er et bjerg i den østrigske delstat Salzburg. Bjerget er 3.105 meter højt og er beliggende i Goldberggruppe i Alperne i bjergkæden Hohe Tauern. På toppen af bjerget ligger Østrigs højest beliggende meteorologiske observatorium (Sonnblickobservatorium) samt en alpin hytte (Zittelhaus). På observatoriet har man målt den laveste temperatur i Østrig, da man den 1. januar 1905 registrerede -37,4 °C. Endvidere har man også målt Østrigs største snedybde ved observatoriet, da man den 9. maj 1944 målte 11,9 meter.
I området omkring Sonnblick findes historiske guldminer, der har lagt navn til den bjerggruppe, hvori Sonnblick indgår – Goldberggruppe (guldbjergsgruppen). Man kan fortsat vaske guld for foden af Sonnblick i Raurisertal. Goldberggruppens højeste bjerg er dog ikke Sonnblick men den 3.254 meter høje Hocharn.